# 292159 Jongoldstein
292159 Jongoldstein este o planetă minoră (asteroid) din centura de asteroizi. A fost descoperită pe 14 septembrie 2006 la Mauna Kea de Joseph Masiero⁠(d). 
Obiectul prezintă o orbită caracterizată de o semiaxă mare de 2,3917368025626 UAi, o excentricitate de 0,14, o înclinație de 3,2 ° în raport cu ecliptica.